# Volkerakdam
El dic de Volkerak (Volkerakdam) està inclòs dins el Pla Delta i és un dic secundari, és a dir que la seva construcció tenia com a propòsit assistir a la construcció d'altres dics com la barrera del Oosterschelde, el dic de Brouwers, i el dic de Haringvliet. El dic de Volkerak té la funció de separar i de comunicar. D'una banda connecta a Noord-Brabant, Goerree-Overflakkee i Hoekse Waard. D'altra banda separa tres aigües: el Hollandsch Diep, el Haringvliet i el Volkerak. En realitat aquest dic està compost per tres parts que s'uneixen al mig a un lloc anomenat la plaça de Hellegat (Hellegatsplein). El conjunt s'assembla al signe de la marca d'automòbils Mercedes-Benz i es troba dividit en les següents parts:
1. Un dic tancat cap a l'oest, des de la plaça de Hellegat cap Goeree-Overflakkee.
2. Un dic cap al sud-est, incloent una resclosa, des de la plaça de Hellegat cap a Noord-Brabant.
3. Un pont cap al nord-est, des de la Plaça de Hellegat cap Hoekse Waard.

La construcció va començar el 1957 amb la primera part del dic de Volkerak. Per a aquest estret es va abocar sorra fins que aquest va quedar completament tancat. La segona part del dic de Volkerak va consistir d'un tros de dic amb una resclosa des de plaça de Hellegat fins Noord-Brabant. El tros ferm d'aquest dic es va tancar per mitjà de pous de fonamentació. La resclosa era necessària per mantenir intacte el transport entre Rotterdam i Anvers. El tercer tros del dic de Volkerak va ser finalment el pont per deixar passar l'aigua dels grans rius cap al Haringvliet. Al lloc on els tres trossos s'unien es va construir un enorme distribuïdor. El 1969 es va acabar de construir el dic de Volkerak.

## De Hellegatsplein a Goerree-Overflakkee
Aquesta part hauria de tancar un orifici de 4,5 quilòmetres d'ample. Aquest trajecte consistia en dues parts: la primera part tenia 4 quilòmetres de llarg i es va cobrir d'asfalt. La segona part, formada pels altres 450 metres que eren d'arena, es va pujar fins a 4,5 metres sobre el NAP (nivell normal de l'aigua a Àmsterdam) i després es va connectar amb el Hellegatsplein.

## De Hellegatsplein a Noord-Brabant

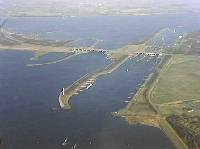
Recloses del dic de Volkerak

Aquesta part era a una zona on el transport marítim entre Rotterdam i Anvers era molt intens, per la qual cosa es va construir un complex de rescloses. L'orifici que quedava obert després de la construcció de les rescloses, es va tancar mitjançant catorze pous de fonamentació.

## De Hellegatsplein a Hoekse Waard
La tercera part consistia en la construcció d'un pont. Aquest pont es va fer de ferro i descansa sobre deu pilars. El pont és massa baix per ser passat per iots, per la qual cosa, perquè els vaixells puguin entrar i sortir, una part és movible. Durant l'estiu pot haver problemes de trànsit perquè el pont s'obri dues vegades al dia.
En 1957 el moll de treball a Willemstad es trobava a punt per ser utilitzat. El veritable treball podia ser començat. En els anys 1957 i 1958 es va tancar la part més cap a l'oest amb pous de fonamentació. Quan el pont del Hoekse Waard s'havia acabat el 1964, es va poder viatjar amb carro des Zelanda fins Zuid-Holland. El 1967 s'havia lliurat dues de les rescloses i després de tres anys després es va poder col·locar una via sobre sobre el trajecte de l'est.
 

## Fons
«El dique de Volkerak (Volkerakdam)» (en espanyol), 2004. Arxivat de l'original el 2017-10-13. [Consulta: 25 juliol 2017].